# Graecophalangium
Genre
Graecophalangium est un genre d'opilions eupnois de la famille des Phalangiidae.

## Distribution
Les espèces de ce genre se rencontrent en écozone paléarctique.

## Liste des espèces
Selon World Catalogue of Opiliones (29/04/2021) :
- Graecophalangium atticum Roewer, 1923
- Graecophalangium cretaeum Martens, 1966
- Graecophalangium drenskii Mitov, 1995
- Graecophalangium karakalense Chemeris & Snegovaya, 2010
- Graecophalangium militare (Koch, 1839)
- Graecophalangium punicum Staręga, 1973

## Publication originale
- Roewer, 1923 : Die Weberknechte der Erde. Systematische Bearbeitung der bisher bekannten Opiliones. Gustav Fischer, Jena, p. 1-1116 (texte intégral).